# アイドルショット
アイドルショット（2000年12月1日 -）は、フォトセッションを中心とする芸能事務所で、CD・DVDを制作する他、タレント事務所業務を行っている。

## フォトセッション
- 相馬茜
- 久保亜沙香
- 森下純菜
- 美弥乃静

### 所属タレント
- 森下純菜
- 水野あおい